# 韓国語朝鮮語訳聖書
韓国語朝鮮語訳聖書（かんこくごちょうせんごやくせいしょ）は、キリスト教聖書の朝鮮語への翻訳である。現代の主な翻訳聖書には『聖経全書』『共同翻訳聖書』『聖経』の3系統がある。

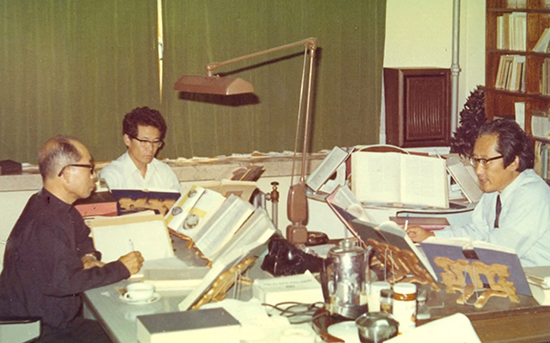
『共同翻訳聖書』を執筆している宣鍾完神父と文益換牧師。

- 『改訳聖経』は1911年に完成した古風な翻訳文体の聖書で、主にプロテスタントで使われている。1961年出版の『聖経全書 改訳ハングル版』と1998年出版の『聖経全書 改訳改訂版』がある。
- 『共同翻訳聖書』は各国語で出版された共同訳聖書の一つで、韓国では1977年に出版され、主に聖公会と正教会で使われている。1999年には『共同翻訳聖書 改訂版』が出版されている。
- 『聖経』は2005年に出版され、カトリック教会で使われている。

## 朝鮮語翻訳の始まり
中国や日本と比べて完全な鎖国政策をとっていた朝鮮では、キリスト教の伝来は遅く始まり、聖書の朝鮮語への翻訳もカトリック教会は18世紀後半、プロテスタントは19世紀後半に、共に中国で行われた。

## 歴史
草創期の朝鮮語の聖書は中国語聖書を翻訳したものだ。 新ㆍ旧約聖書が一度に翻訳されたこともなかった。
最初のハングルの聖書は1790年に訳官の崔昌顯が翻訳した『聖経直解廣益』だ。 『聖経直解廣益』はディアス(イエズス会)神父が1636年に北京で発行した『聖経直解』とマイヤ(イエズス会)神父が1740年に北京で発行した『聖経廣益』を取りまとめてハングルに移した本だ。
丙寅教獄以降に朝鮮王朝が米国と欧州諸国と条約を結び、信仰の自由が許可されると、聖書翻訳も活発になった。 プロテスタント教会では、『イエス聖敎全書』と『聖敎全書』などを翻訳しており、カトリック教会は『聖経直解廣益』を大量普及した。プロテスタント教会による朝鮮語の聖書の翻訳作業はスコットランド国教会（長老派）のジョン・ロスにより中国・瀋陽の東関教会で行われた『イエス聖敎全書』（新約全書、1887年）が初めてだ。
1906年、カトリック教会は再びハングルの聖書の翻訳に着手して孫聖載神父がマタイによる福音書を翻訳して、韓基根神父がマルコによる福音書、ルカによる福音書、ヨハネによる福音書を翻訳した。 そしてこれら福音書を一冊にして1910年に『四史聖経』を発刊した。 この本が最初のハングルによる福音書だ。その後韓基根神父が使徒言行録を翻訳して、ベネディクト会のシュルライホ(Arnulf Schleicher)神父が『新約聖書の書簡、黙示』を翻訳しており、完全な新約聖書翻訳本を持つようになった。 このほか、子供のための『少年聖書』も出版した。
プロテスタント教会では、1911年までに旧約聖書の翻訳を完了し、これまで翻訳した朝鮮語の聖書を校訂して『聖経全書 改訳』を出版した。 そして『聖経全書 改訳』を再び改訂して1961年に『聖経全書 改訳ハングル版』を出版した。

## 現代
1955年から宣鍾完神父は旧約聖書の翻訳を始めた。 ラテン語聖書を翻訳したのではなく、ヘブライ語原文を直接翻訳した。 1958年から1963年まで創世記からバルク書まで発刊した。 1968年に崔玟順神父は『ウルガタ』版聖書で詩編を翻訳した。
プロテスタント教会では、1961年に福音同志会聖書翻訳委員会で、『新たに訳した新約聖書1 - マタイによる福音書』などが出たが、韓国人学者で構成された大韓聖書公会の新約翻訳委員会がギリシャ語聖書を直接翻訳して1967年に『新約聖書 新しい翻訳』を発刊した。
1968年、教皇庁教理省聖書委員会と聖書協会世界連盟(UBS; United Bible Societies)の聖書共同翻訳の決定によって、韓国でも聖書翻訳共同委員会を組織した。 それで韓国のカトリック教会とプロテスタントは、各自の聖書翻訳を中断して1977年に『共同翻訳聖書』を発刊した。しかし、聖公会を除くほとんどのプロテスタント教会は、『共同翻訳聖書』の使用を拒否して『聖経全書 改訳ハングル版』を1998年に改訂した『聖経全書 改訳改訂版』を使用している。
韓国カトリック司教会議は1988年に新しい聖書翻訳に着手して、2005年に『聖経』を発刊した。

## 韓国語朝鮮語訳聖書のリスト
- 聖経直解 (1642)
- 聖経廣益 (1866)
- 聖経直解廣益 (1790)
- イエス聖敎全書：ジョン・ロスが奉天の東関教会で翻訳・出版 (1887)
- 四史聖経 (1910)
- 聖経全書 (1911)
- 四史聖経合附宗徒行傳 (1922)
- 聖経全書 改訳 (1938)

聖経全書 (1911) の改訂。旧約聖経 (1936) と新約聖経 (1938) からなる。
- 聖経全書 改訳ハングル版 (1961)

改訂版の『聖経全書 改訳改訂版』(1998) が登場するまで韓国プロテスタント教会で広く使われた翻訳。
- 共同翻訳聖書 (1977)
- 共同翻訳 平壌校訂本 (1984)
- 韓国天主教会200周年記念新約聖書
- 聖経全書 改訳改訂版 (1998)
- 共同翻訳聖書 改訂版 (1999)
- 聖経 (韓国カトリック司教会議) (2005)

## 翻訳の比較

### 旧約聖書
| 翻訳書名                                   | 『創世記』1:1-3 | 同左の日本語訳 |
| ------------------------------------------ | --- | --- |
| 『創世記』（1958年、宣鍾完神父による翻訳） | 비롯음에 천주께서 하늘과 땅을 창조하셨느니라. 땅은 아직 꼴을 갖추지 못하고 비었으며, 온 심연 위를 어두움이 덮었더라. 그런데 천주의 기운이 물 위에 빙빙 돌으시더니 천주께서 가라사대 "빛이 생기어라!" 하시매, 빛이 생기니라.    | 初めに天主が天と地を創造された。地はまだ形を成さず空ろであり、闇が深淵の上をすっかり覆った。ところが天主の気が水の上をぐるぐる回って、天主が曰く「光、生じよ！」すると光が生じた。 |
| 『聖経全書 改訳改訂版』（1998年）          | 태초에 하나님이 천지를 창조하시니라 땅이 혼돈하고 공허하며 흑암이 깊음 위에 있고 하나님의 영은 수면 위에 운행하시니라 하나님이 이르시되 빛이 있으라 하시니 빛이 있었고                                                         | 太初に神が天地を創造される 地が混沌として空虚で暗闇が深みの上にあり神の霊は水面上に動いておられる 神が曰く光あれ すると光があり                                                    |
| 『共同翻訳聖書 改訂版』（1999年）          | 한처음에 하느님께서 하늘과 땅을 지어내셨다. 땅은 아직 모양을 갖추지 않고 아무것도 생기지 않았는데, 어둠이 깊은 물 위에 뒤덮여 있었고 그 물 위에 하느님의 기운이 휘돌고 있었다. 하느님께서 "빛이 생겨라!" 하시자 빛이 생겨났다. | 初めに神が天と地を作り出された。地はまだ形を整えずして何も生じていなかったが、闇が深い水の上を覆っていて、その水の上に神の気が漂っていた。神が「光、生じよ！」すると光が生じた。   |
| 『聖経』（2005年、カトリックによる翻訳）   | 한처음에 하느님께서 하늘과 땅을 창조하셨다. 땅은 아직 꼴을 갖추지 못하고 비어 있었는데, 어둠이 심연을 덮고 하느님의 영이 그 물 위를 감돌고 있었다. 하느님께서 말씀하시기를 "빛이 생겨라." 하시자 빛이 생겼다.                  | 初めに神は天と地とを創造された。地はまだ形を成さず空ろであり、闇が深淵を覆い神の霊がその水の上を漂っていた。神は言われた。「光、生じよ。」すると光が生まれた。                     |

上記『創世記』1:1-3 は、日本語の『聖書協会共同訳聖書』（2018年）では「初めに神は天と地を創造された。 地は混沌として、闇が深淵を覆い神の霊がその水の上を漂っていた。神は言われた。「光あれ。」すると光があった。」となっている。

### 新約聖書
| 翻訳書名                                 | 『ヨハネ福音書』1:1-3 | 同左の日本語訳 |
| ---------------------------------------- | --- | --- |
| 『四史聖経』（1910年）                   | 비롯음에 말씀이 계시고, 말씀이 또 천주께 계시니, 말씀이 곧 천주시러라. 이 말씀이 비롯음에 천주께 계신지라, 만물이 다 저로 말미암아 조성함을 받았으니, 조성함을 받은 것이 저 말씀을 말미암지 않고 된 것은 도무지 없느니라.             | 初めに御言葉がおられ、御言葉がまた天主にあらせられ、御言葉が即ち天主であられる。この御言葉が初めに天主にあらせられたので、万物がすべてそれによって創造されたが、創造されたものにその御言葉によらずして成ったものは全く無し。             |
| 『聖経全書 改訳改訂版』（1998年）        | 태초에 말씀이 계시니라 이 말씀이 하나님과 함께 계셨으니 이 말씀은 곧 하나님이시니라 그가 태초에 하나님과 함께 계셨고 만물이 그로 말미암아 지은 바 되었으니 지은 것이 하나도 그가 없이는 된 것이 없느니라                              | 太初に御言葉がおられる この御言葉が神と一緒におられこの御言葉は即ち神であられる 彼が太初に神と一緒におられ万物が彼によって造ったものに成ったので造ったものに一つも彼無しには成ったものは無し                                             |
| 『共同翻訳聖書 改訂版』（1999年）        | 한처음, 천지가 창조되기 전부터 말씀이 계셨다. 말씀은 하느님과 함께 계셨고 하느님과 똑같은 분이셨다. 말씀은 한처음 천지가 창조되기 전부터 하느님과 함께 계셨다. 모든 것은 말씀을 통하여 생겨났고 이 말씀 없이 생겨난 것은 하나도 없다. | 初めに、天地が創造される前から御言葉がおられた。御言葉は神と一緒におられ、神とそっくりな方でいらした。御言葉は初めに天地が創造される前から神と一緒におられた。すべてのものは御言葉を通じて生じ、この御言葉無しに生じたものは一つも無い。 |
| 『聖経』（2005年、カトリックによる翻訳） | 한처음에 말씀이 계셨다. 말씀은 하느님과 함께 계셨는데 말씀은 하느님이셨다. 그분께서는 한처음에 하느님과 함께 계셨다. 모든 것이 그분을 통하여 생겨났고 그분 없이 생겨난 것은 하나도 없다.                                              | 初めに御言葉がおられた。御言葉は神と一緒におられたが、御言葉は神でいらした。その方は初めに神と一緒におられた。すべてのものがその方を通じて生じ、その方無しに生じたものは一つも無い。                                                     |

上記『ヨハネ福音書』1:1-3 は、日本語の『聖書協会共同訳聖書』（2018年）では「初めに言（ことば）があった。言は神と共にあった。言は神であった。この言は、初めに神と共にあった。 万物は言によって成った。言によらずに成ったものは何一つなかった。」となっている。

## 参照項目
- 韓国のキリスト教
- 聖書翻訳
- 言語別聖書の一覧